# Rötelnimpfstoff
Ein Rötelnimpfstoff ist ein Lebendimpfstoff gegen Infektionen mit dem Rötelnvirus. Der Rötelnimpfstoff befindet sich auf der Liste der unentbehrlichen Arzneimittel der Weltgesundheitsorganisation.

## Eigenschaften
Der Rötelnimpfstoff ist ein attenuierter Lebendimpfstoff. Er basiert auf einem attenuierten Rötelnvirusstamm („Impfstamm“), der in geeignetem Gewebe vermehrt und isoliert wird, und weiteren Begleitstoffen. Mögliche Impfstämme sind z. B. Cendehill (veraltet), HPV-77 (veraltet), Wistar RA 27/3, Takahashi, Matsuura oder TO-336.
In den USA wurden 1969 die ersten drei Rötelnimpfstoffe zugelassen:
- der von Maurice Hilleman entwickelte Impfstoff Meruvax. Der damals verwendete Impfstamm HPV-77:DE-5 wurde in Entenembryonen („duck embryo“) vermehrt und basiert auf HPV-77 (High Passage Virus – 77 mal passagiert)[4], einem ursprünglich in Nierenzellen von Westlichen Grünmeerkatzen (GMK) attenuierten Impfstamm durch die Arbeit von Paul Parkman (1932–2024) and Harry Meyer[5];
- der Impfstoff Rubelogen, der korrespondierende Impfstamm HPV-77:DK12 wurde in Nierenzellen von Hunden („dog kidney“) vermehrt;
- und Cendevax, dessen Impfstamm GMK-3:RK53 (Cendelhill) in Nierenzellen von Kaninchen („rabbit kidney“) gezüchtet wurde (GMK-3:RK53 durch die Arbeit von Abel Prinzie und Constant Huygelen[5]).

Nach Zulassung des monovalenten Rötelnimpfstoffes Meruvax-II von MSD 1979 wurden alle oben genannten Impfstoffe wegen des besseren Sicherheits- und Wirksamkeitsprofils seitens Meruvax-II vom Markt genommen. Er basiert auf den Impfstamm Wistar RA 27/3, der gegenüber den anderen Impfstämmen eine beständige Immunogenität entfaltet, eine Resistenz gegenüber eine Reinfektion induziert sowie eine geringe Rate an Nebenwirkungen aufweist.
Das Rötelnvirus (R) des im heute verwendeten Impfstammes „Wistar RA 27/3“ wurde ursprünglich 1965 aus dem Gewebe eines abgetriebenen (A), mit Röteln infizierten Fötus isoliert. 1964 brach eine Rötelnepidemie in den USA aus, deren Ursprung 1963 in Europa lag. Dadurch kam es in den USA zu vielen Abtreibungen aufgrund aufgetretener Rötelnembryofetopathien; das Virus wurde schließlich aus dem 27. abgetriebenen Fötus einer dritten Gewebeprobe (Nierenzellen) isoliert. Anschließend wurde dieser von Stanley Plotkin am Wistar Institute durch 25 Passagen in der humanen embryonalen Fibroblasten-Zelllinie WI-38 nacheinander bei 35 °C, 33 °C und schließlich 30 °C attenuiert. Ein Vergleich der Aminosäuresequenz der drei äußeren strukturellen Proteine (das Kapsidprotein sowie die beiden Glycoproteine E1 und E2) zeigt, dass sich diese beim Impfstamm Wistar RA 27/3 in insgesamt 31 Aminosäuren vom Wildrötelnvirus unterscheidet.
Mittlerweile sind die meisten Impfstoffe auf Basis des Impfstammes Wistar RA 27/3 weltweit zugelassen, nur in Japan bzw. China verwendet man andere Impfstämme wie Matsuura, TO-336 bzw. BRD-II. In Deutschland wird seit den 1980er-Jahren ebenfalls der Impfstamm Wistar RA 27/3 für die Rötelnkomponente eingesetzt. In Impfstoffen werden die Rötelnviren des Impfstammes Wistar RA 27/3 entweder in humanen Zelllinien wie WI-38 (z. B. M-M-RVaxPro, ProQuad) oder MRC-5 (z. B. Priorix bzw. Priorix-Tetra) vermehrt.
Rötelnimpfstoffe sind heutzutage üblicherweise Bestandteil der MMR- (Zulassung USA 1971 bzw. Deutschland 1980, zusammen mit einem Mumps- und einem Masernimpfstoff) bzw. MMRV-Mehrfachimpfstoffe (Zulassung USA 2005 bzw. Deutschland 2006, zusätzlich mit einem Varicellaimpfstoff). Seit 2012 ist in Deutschland kein Röteln-Einzelimpfstoff mehr verfügbar.

## Immunologie
Nach einer Impfung entstehen neutralisierende Antikörper, die vor einer erneuten Rötelninfektion schützen. Der Impfstoff wird meistens zweimal verabreicht. Nach einer Impfung entsteht in 95 % der über 12-Monate alten Geimpften eine Immunität, nach zweimaliger Impfung sind 99 % der Geimpften geschützt. Mehr als 90 % der Geimpften sind für mindestens 15 Jahre immun, meistens lebenslang. Die Serokonversion bei einem Rötelnimpfstoff alleine oder bei einem MMR- oder MMRV-Impfstoff sind ähnlich.
Zwar sinkt der Spiegel der nach der Impfung gebildeten spezifischer, sekretorischer Antikörper der Klasse IgA mit der Zeit ab, teilweise sogar unterhalb der Nachweisgrenze. Dennoch besteht auch weiterhin ein Schutz vor einer Erkrankung, möglicherweise aufgrund eines immunologischen Gedächtnisses.

## Impfstoffproduktion
Humane diploide Zellkulturen (MRC-5 oder WI-38) werden mit dem Impfstamm (z. B. Wistar RA 27/3) infiziert. Bei Wistar RA 27/3 werden die Zellkulturen bei 30 °C inkubiert, nach 4 bis 7 Tagen wird der virushaltige Überstand entfernt und neues Medium hinzugegeben. Dadurch können alle zwei bis drei Tage virushaltiges Medium für mehrere Wochen gewonnen werden. Vor Lyophilisierung wird dem virushaltigen Medium ein Stabilisator (generell Puffersalze, Saccharose oder Sorbit, Glutaminsäure oder andere Aminosäuren) hinzugegeben, nach Lyophilisierung liegt der Impfstoff hyperton vor.
Der Impfstoff ist recht haltbar. So bleibt die Wirksamkeit bei 4 °C mindestens 5 Jahre bestehen. Nur bei Raumtemperatur verliert der Impfstoff nach 3 Monaten seine Wirksamkeit. Der Impfstoff sollte zwischen 2 und 8 °C im Dunkeln gelagert werden.

## Anwendung
Die Impfstoffe liegen lyophilisiert vor und werden in 0,5 ml Wasseraq gelöst. Er sollte dann innerhalb 8 Stunden appliziert werden. Jeder Rötelnimpfstoff enthält mindestens 1000 ZKID50 (zellkulturinfektiöse Dosis 50 %) bzw. PFU (plaque forming units) und Begleitstoffe wie Humanalbumin und Dextran. Spuren an Neomycin können vorhanden sein.
Der Impfstoff wird subkutan verabreicht. Studien über andere Applikationsformen (z. B. eine intranasale Anwendung oder über ein Aerosol) zeigen keine Überlegenheit gegenüber der subkutanen.

## Nebenwirkungen
Unerwünschte Arzneimittelwirkungen bei Rötelnimpfstoffen umfassen Schmerzen an der Einstichstelle. Bei Erwachsenen, selten bei Kindern, können auch milde Symptome von Röteln auftreten wie Hautausschlag, geschwollene Lymphknoten, Fieber, Halsschmerzen, Kopf- oder Gelenkschmerzen (Impfröteln). Im Gegensatz zu den Röteln sind Impfröteln aber nicht infektiös. 
Es bestehen keine Sicherheitsdenken beim Verimpfen von MMR-Impfstoffen, selbst wenn eine Immunität gegen eine der Komponenten („Überimpfen“) wie der Röteln-Komponente besteht; eine kombinierte Impfung führt auch nicht zu vermehrten unerwünschten Wirkungen.

## Gegenanzeigen
Kontraindikationen sind Schwangerschaft (einschließlich 4 Wochen vor einer Schwangerschaft) und Immunsuppression.

## Handelsnamen
Handelsnamen für Rötelnimpfstoffe sind z. B. Meruvax II. Die seit 1969 zugelassenen Einzelimpfstoffe Meruvax I, Rubelogen und Cendevax werden seit 1979 nicht mehr verwendet.